# 沃阿維塔
沃阿維塔是哥倫比亞的城鎮，位於該國東北部，由博亞卡省負責管轄，距離首府通哈187公里，始建於1575年，面積146平方公里，海拔高度2,351米，2005年人口6,467。
6°20′N 72°35′W / 6.333°N 72.583°W